# アルムデナ大聖堂

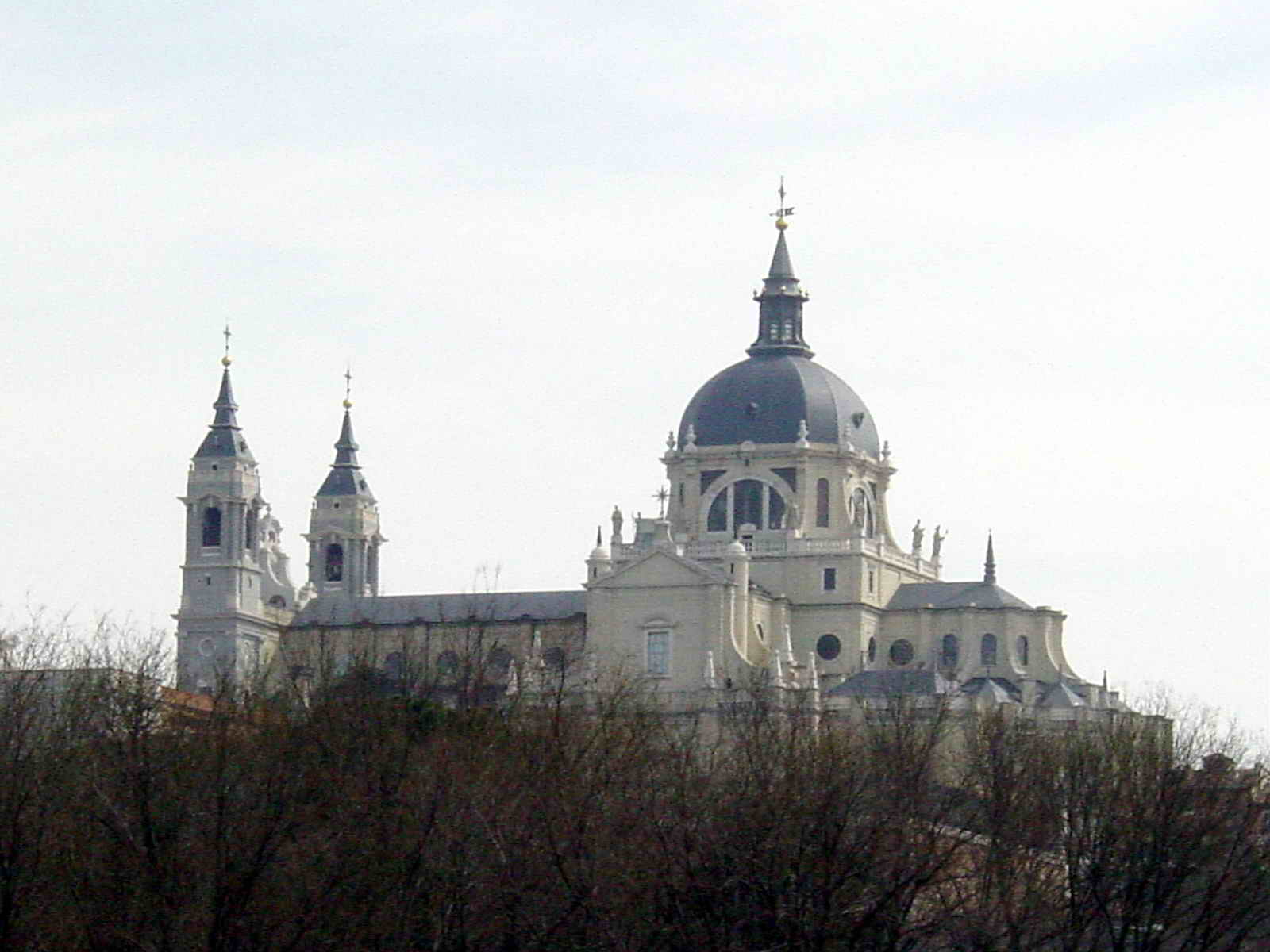
アルムデナ大聖堂

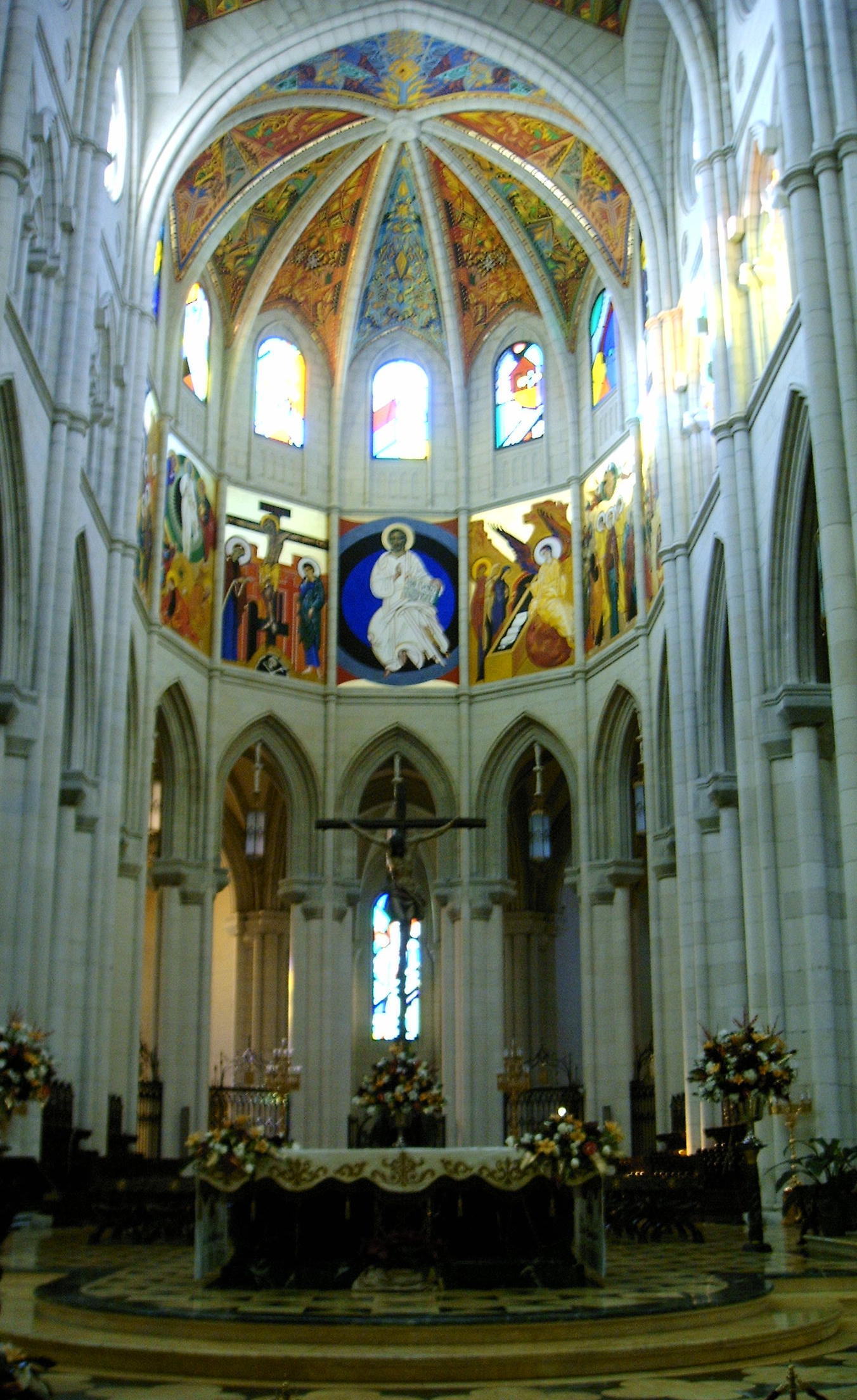
アルムデナの内装

サンタ・マリア・ラ・レアル・デ・ラ・アルムデナ大聖堂 （Santa María la Real de La Almudena）は、スペイン・マドリードにあるカトリックの大聖堂。 

## 歴史
「アルムデナの聖母」に捧げるマドリードの新大聖堂建設計画は16世紀に始まった。しかし建設は遅く、1879年になっても着工しなかった。クーバス侯フランシスコ・デ・クーバスは建築家として、大聖堂設計とゴシック・リヴァイヴァル建築での建設を指揮した。建設はスペイン内戦の間完全に中断されていた。計画は1950年まで頓挫していたが、フェルナンド・シュエカ・ゴイティアがクーバスの計画を採用して大聖堂の反対側に建つ王宮の灰色と白のファサードに合うようネオクラシカル様式の外観にした。大聖堂はローマ教皇ヨハネ・パウロ2世に聖別された1993年まで完成しなかった。2004年5月22日、アストゥリアス公フェリペ（のちの国王フェリペ6世）と妃レティシアの挙式がアルムデナ大聖堂で行われた。
ゴシック・リヴァイヴァル建築の内装はユニークな現代風で、現代芸術家による礼拝堂と像は歴史的復古作品からポップアート装飾まで多岐にわたる様式が採用されている。
ネオ・ロマネスク様式の地下聖堂は、アルムデナの聖母の16世紀のイメージで建てられた。